# Pozuelo de Tábara
Pozuelo de Tábara ist ein nordwestspanischer Ort und eine Gemeinde (municipio) mit nur noch 145 Einwohnern (Stand: 2024) im Süden der Provinz Zamora in der Autonomen Gemeinschaft Kastilien-León. 

## Lage und Klima
Pozuelo de Tábara liegt am westlichen Rand der Kastilischen Hochebene (Meseta Iberica) in einer Höhe von ca. 700 m. Die Provinzhauptstadt Zamora ist gut 37 Kilometer (Fahrtstrecke) in südsüdöstlicher Richtung entfernt. Das gemäßigte Kontinentalklima wird nur selten vom Atlantik beeinflusst; Regen (539 mm/Jahr) fällt vorwiegend im Winterhalbjahr.

## Bevölkerungsentwicklung
| Jahr      | 1970 | 1981 | 1991 | 2001 | 2011 | 2021 |
| Einwohner | 388  | 323  | 286  | 241  | 186  | 155  |

## Sehenswürdigkeiten
- Johanniskirche (Iglesia de San Juan)

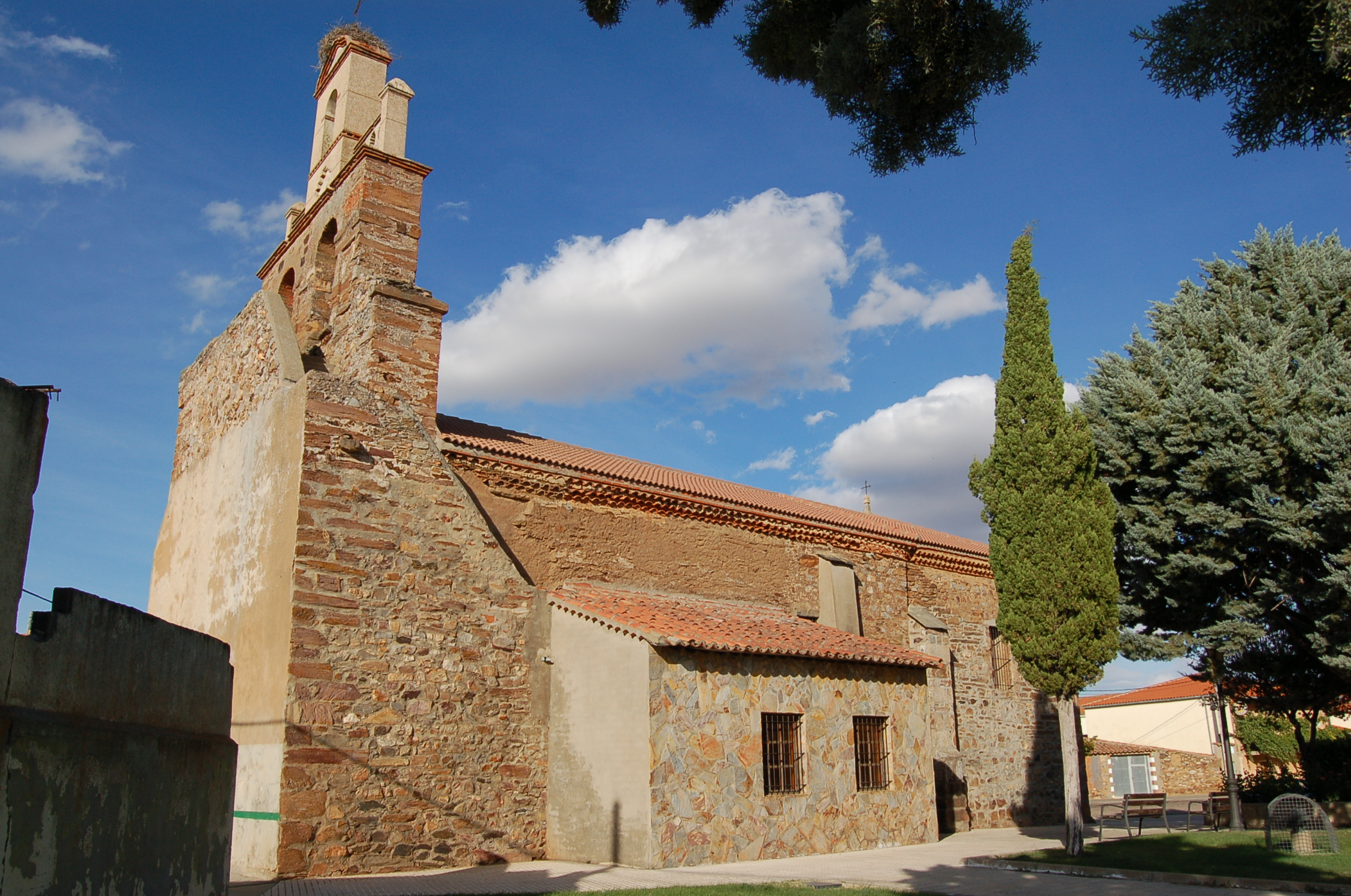
Johanniskirche
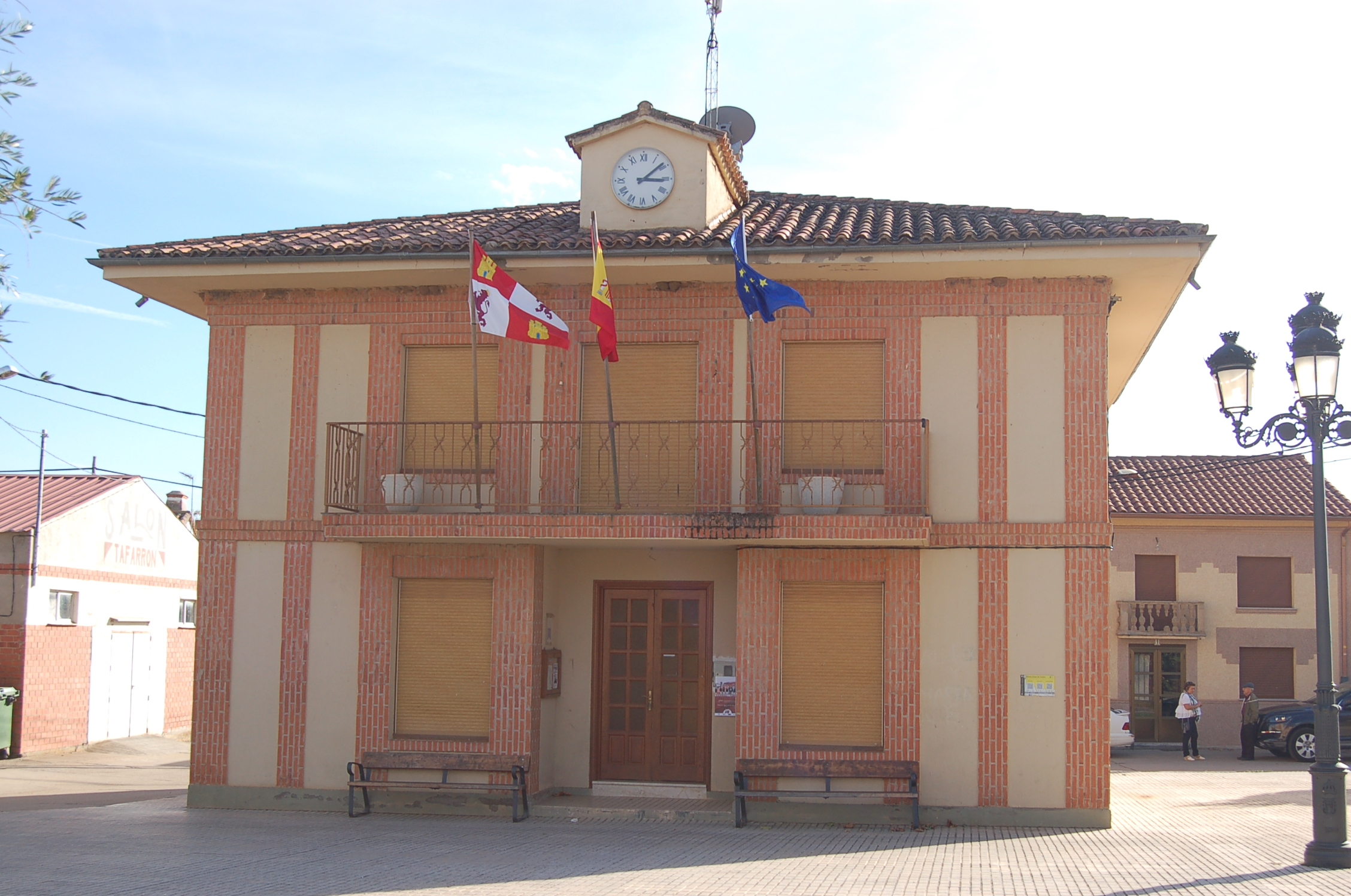
Rathaus